# 2017학년도 대학수학능력시험
2017학년도 대학수학능력시험 (2017學年度 大學修學能力試驗, 2016년 수능)은 2016년 11월 17일 목요일에 시행된 대학수학능력시험이다. 이 해부터 한국사가 필수 응시 과목으로 지정되었다.

## 일정
2014년 9월 1일 교육부는 2017학년도 수능 날짜를 2016년 11월 17일 목요일로 발표하면서, 한국사가 필수인 점과 성적 통지일(12월 7일), 시행 기본 계획을 발표했다. 한국교육과정 평가원은 세부계획을 2016년 3월 29일 발표하였다.
- 2016년 11월 17일 (목): 수능시험일
- 2016년 12월 7일 (수): 성적 통지

## 변화
- 한국사가 필수로 지정되었다.
- 모든 디지털 시계가 반입금지 물품에 추가되었다. 따라서 이 해부터 수능에 응시하는 수험생은 디지털 시계를 착용할 수 없으며, 아날로그 시계만 허용된다.[2]

## 기출문제
| 과목                | 문제 및 정답 | 비고 |
| ------------------- | ------------ | ---- |
| 국어 영역           | ■            |      |
| 수학 영역           | ■            |      |
| 영어 영역           | ■            |      |
| 한국사 영역         | ■            |      |
| 사회탐구 영역       | ■            |      |
| 과학탐구 영역       | ■            |      |
| 직업탐구 영역       | ■            |      |
| 제2외국어/한문 영역 | ■            |      |

## 같이 보기
- 대학수학능력시험
  - 연도별 대학수학능력시험